# Дамбе, Кабело
Кабело Дамбе (англ. Kabelo Dambe; 10 мая 1990, Франсистаун) — ботсванский футболист, вратарь клуба «Тауншип Роллерз» и сборной Ботсваны.

## Карьера

### Клубная карьера
Дамбе начал профессиональную карьеру в 2008 году в клубе «Тауншип Роллерз», в составе которого в сезоне 2009/10 Кабело стал чемпионом и обладателем кубка Ботсваны, а на следующий год вновь выиграл звание лучшей команды страны.
17 августа 2012 года голкипер на правах аренды перешёл в южноафриканский «Платинум Старс». 20 апреля 2013 года он дебютировал в составе своего нового клуба. Когда летом 2013 года срок аренды Кабело закончился, руководство «Платинум Старс» приняло решение выкупить трансфер игрока. За сезон 2013/14 голкипер не провёл ни одного матча чемпионата ЮАР, однако уже в следующем году стал активно привлекаться к играм основной команды, принял участие в 25 играх, в которых пропустил 28 мячей.
Летом 2015 года Дамбе возвратился в «Тауншип Роллерз».

### Карьера в сборной
Кабело дебютировал в составе сборной Ботсваны в 2011 году. Защитник участвовал в отборочных матчах к чемпионатам мира 2014 и 2018.
9 января 2012 года Дамбе был включён в состав сборной для участия в Кубке африканских наций 2012. В Экваториальной Гвинее и Габоне Кабело не принял участие ни в одном из трёх матчах своей команды на групповом этапе, после которого сборная Ботсваны покинула турнир.

## Достижения
«Тауншип Роллерз»
- Чемпион Ботсваны (4): 2009/10, 2010/11, 2016/17, 2017/18
- Обладатель Кубка Ботсваны: 2009/10